# Navas del Rey
Navas del Rey est une commune de la communauté de Madrid, en Espagne.